# 伊達聖伸
伊達 聖伸（だて きよのぶ、1975年- ）は、日本のフランス文化・宗教学者、東京大学教授。

## 略歴
仙台市生まれ。宮城県仙台第二高等学校を経て、1997年東京大学文学部宗教学宗教史学卒業、同大学院人文社会系研究科博士課程単位取得退学。2007年フランス国立リール第3大学博士課程修了（宗教学専攻）、Ph.D.。2009年東北福祉大学総合福祉学部講師、2011年上智大学外国語学部フランス語学科准教授、2019年東京大学大学院総合文化研究科地域文化研究専攻准教授を経て、2022年より教授。
2011年『ライシテ、道徳、宗教学』でサントリー学芸賞、渋沢・クローデル賞（ルイ・ヴィトンジャパン特別賞）受賞。

## 著書
- 『ライシテ、道徳、宗教学 もうひとつの19世紀フランス宗教史』勁草書房 2010
- 『ライシテから読む現代フランス　政治と宗教のいま』岩波新書、2018

### 共編著
- 『社会統合と宗教的なもの 十九世紀フランスの経験』宇野重規,高山裕二共編著 白水社 2011
- 『共和国か宗教か、それとも 十九世紀フランスの光と闇』宇野重規, 髙山裕二共編著 白水社 2015

### 翻訳
- ジャン・ボベロ『フランスにおける脱宗教性(ライシテ)の歴史』三浦信孝共訳 白水社 文庫クセジュ 2009
- ルネ・レモン『政教分離を問いなおす EUとムスリムのはざまで』工藤庸子共訳 青土社 2010
- マルセル・ゴーシェ『民主主義と宗教』藤田尚志共訳 トランスビュー 2010
- ナタリ・リュカ『セクトの宗教社会学』白水社 文庫クセジュ 2014
- フェルナン・デュモン『記憶の未来 伝統の解体と再生』白水社 2016
- フランソワ・オスト『ヴェールを被ったアンティゴネー』小鳥遊書房 2019

## 論文
- <伊達聖伸